# لويل بيلي
لويل بيلي (بالإنجليزية: Lowell Bailey)‏ هو متسابق بياثل أمريكي، ولد في 15 يوليو 1981 في سيلير في الولايات المتحدة.

## وصلات خارجية
- لويل بيلي على موقع IBU (الإنجليزية)
- لويل بيلي على موقع الاتحاد الدولي للتزلج (التزلج الريفي) (الإنجليزية)
- لويل بيلي على موقع اللجنة الأولمبية الدولية (الإنجليزية)
- لويل بيلي على موقع أوليمبيديا (الإنجليزية)
- لويل بيلي على موقع اللجنة الأولمبية والبارالمبية الأمريكية (الإنجليزية)